# Ratannagar
Ratannagar là một thành phố và khu đô thị của quận Churu thuộc bang Rajasthan, Ấn Độ.

## Nhân khẩu
Theo điều tra dân số năm 2001 của Ấn Độ, Ratannagar có dân số 11.018 người. Phái nam chiếm 50% tổng số dân và phái nữ chiếm 50%. Ratannagar có tỷ lệ 60% biết đọc biết viết, cao hơn tỷ lệ trung bình toàn quốc là 59,5%: tỷ lệ cho phái nam là 72%, và tỷ lệ cho phái nữ là 49%. Tại Ratannagar, 17% dân số nhỏ hơn 6 tuổi.